# Don Bartletti
Don Bartletti (29. prosince 1947) je americký fotoreportér, který pracoval pro Los Angeles Times v letech 1984 až 2015. V roce 2003 získal Pulitzerovu cenu za fotografii.

## Životopis
Bartletti se narodil v roce 1947 ve Filadelfii v Pensylvánii a v roce 1968 získal titul diplomovaného specialisty v oboru umění na Palomar College . V letech 1968-1971 sloužil jako nadporučík v americké armádě ve Vietnamu.
Bartletti pracoval do roku 1977 jako fotograf v Oceanside Blade Tribune, poté v San Diego Union do roku 1983. Do Los Angeles Times nastoupil jako fotograf v roce 1983.

## Ocenění
Bartletti získal Pulitzerovu cenu za „fotografické eseje o mladých středoamerických migrantech“ v roce 2003 a v roce 2015 se stal finalistou s fotografickou sérií o mexických farmářích. Získal více než 40 ocenění, včetně novinářských klubů San Diego Press Club, Los Angeles Press Club, National Press Photographers Assn., AP, UPI a redakční ceny Los Angeles Times.